# Rail Mounted Gantry Crane

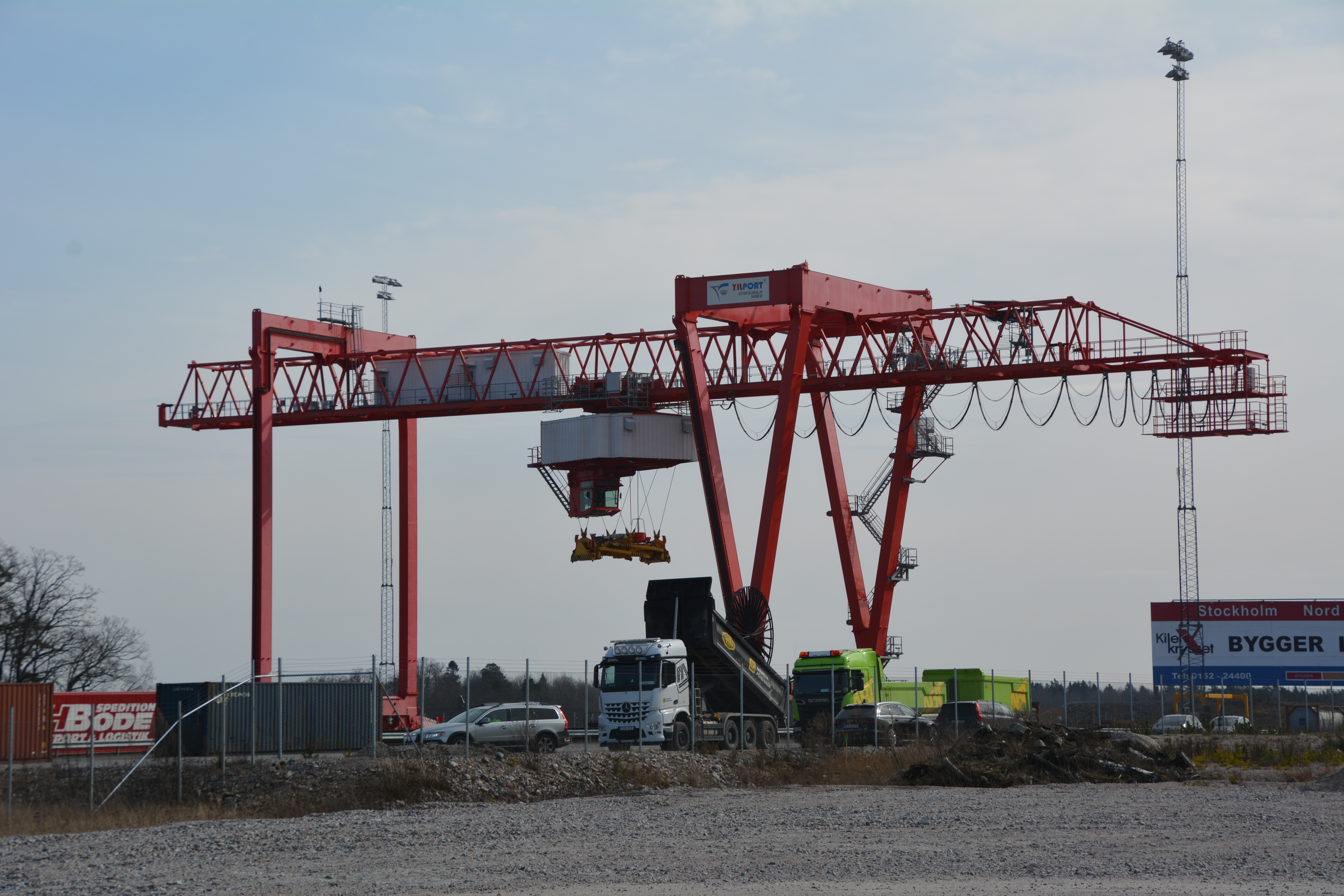
En Liebherr RMG-kran på Kombiterminal Stockholm Nord

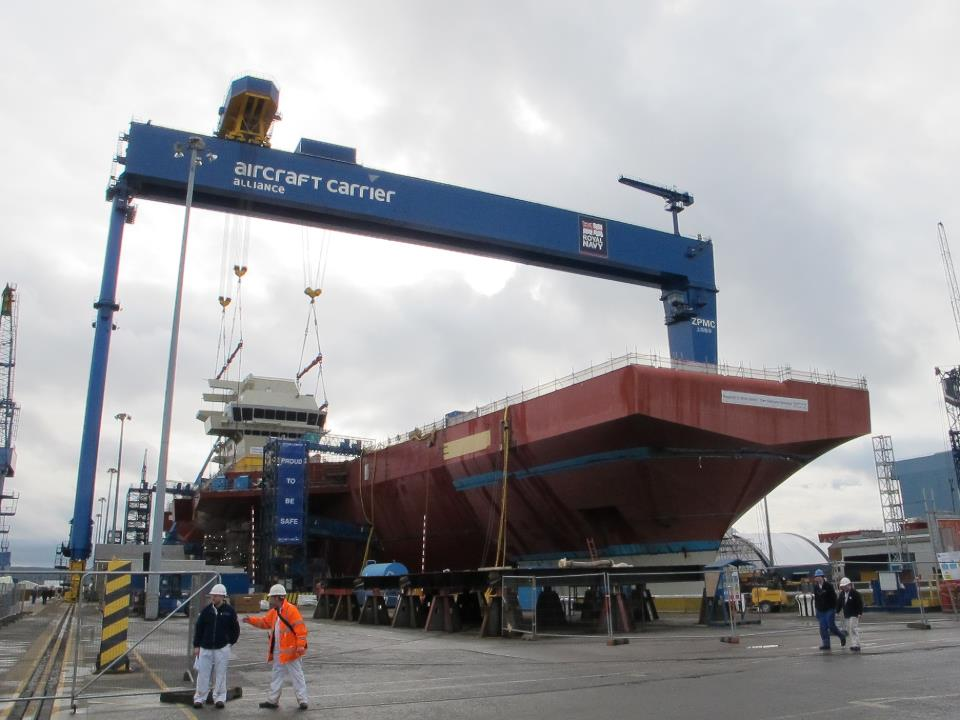
En ZPMC portalkran av Goliath-typ, som används vid byggandet av det brittiska hangarfartyget HMS Queen Elizabeth på Rosyth Dockyard i Skottland

Rail Mounted Gantry Crane (RMG-kran) är en typ av stor portalkran, som löper på en bredspårig räls på ett stabilt bockstativ.
RMG-kranar användes framför allt utomhus. Ett användningsområde är på containergårdar och kombiterminaler för omlastning av containrar och andra enhetslaster som semitrailrar, växelflak och kassetter och för stapling/rangering av containrar. En bred variant av sådana grenslar typiskt stackar av contrainrar med upp till 13 containrar/järnvägsspår/lastbilsfiler i bredd eller fler, med en tvärbalkslängd på 30–40 meter. Enhetslasterna lyfts av ett lyftok som hänger ned från en telfer, som löper på en bom. Lyftoket hänger i ett antal vajrar som precisionsstyr oket, vilket griper enhetslasten. Om det är en container grips den enbart i överdelen.
Ett annat användningsområde är hantering av stål och annat tungt gods på en materialgård eller i en fabrikshall.
Ett tredje användningsområde är på en torrdocka i ett skeppsvarv för lyft och montering av skeppsmoduler. En större sådan kallas också Goliath-kran.
Med en portalkran ligger godsets vikt alltid under kranstrukturen, vilken stöds av en eller två tvärbalkar. Detta medger tunga lyft.

## Liknande konstruktioner
- En STS-kran (Ship to Shore Gantry Crane) för lossning och lastning av ISO-containrar av respektive på fartyg är av en liknande rälsbunden konstruktion.[1]

- En gummihjulsportalkran (Rubber Tyred Gantry Crane, RTG-kran) har ungefär samma användningsområde som en RMG-kran vad gäller hantering av containrar på en containergård.

- En traverskran skiljer sig från en RMG-kran genom att en traverskrans vagn och lyftok löper utmed räls eller en balk, som vilar på en fast bärande konstruktion, oftast väggar eller tak i en byggnad och inte på en rörlig vagnskonstruktion i längsled. En mellanform mellan en RTG och en travers är en halvportalkran, där tvärbalken/tvärbalkarna på ena sidan vilar på en vagnskonstruktion på räls på mark eller golv och på den andra sidan vilar på, eller hänger under, en balk som är fäst på en vägg/mur eller i ett tak.

## Bildgalleri

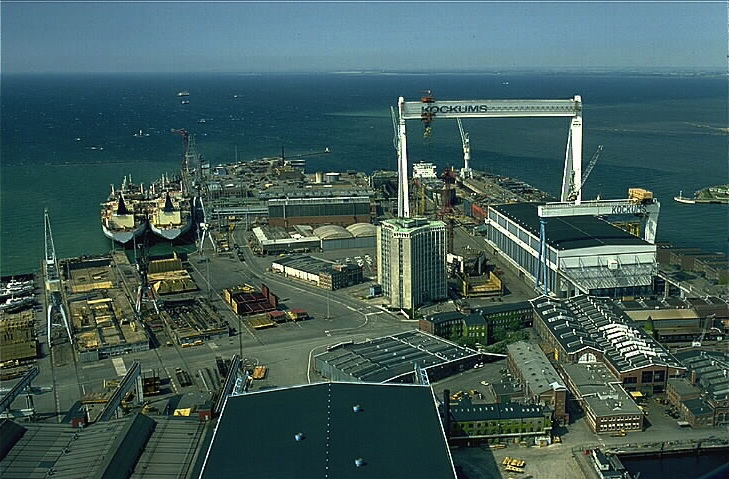
Kockumskranen i Malmö på 1970-talet
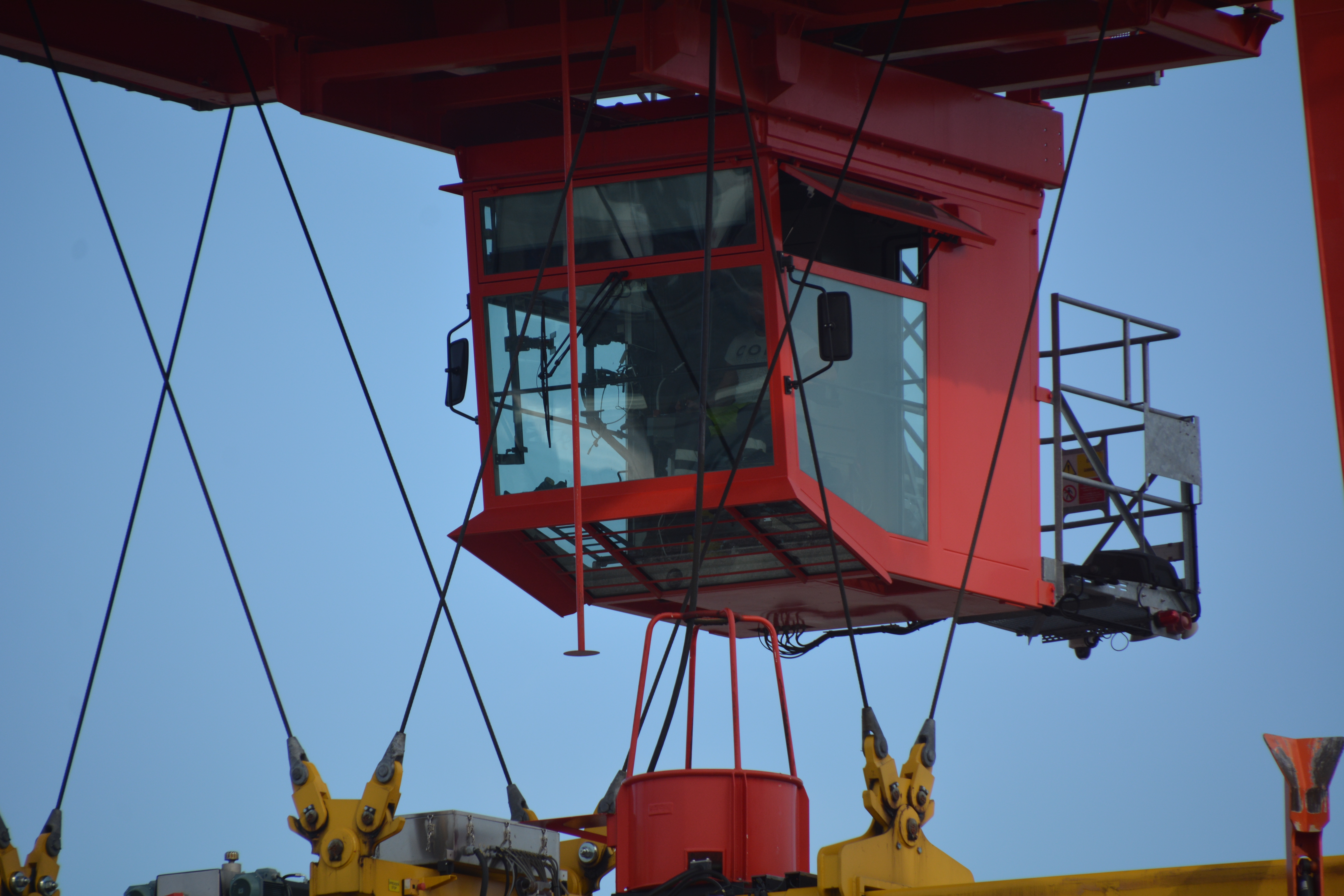
Kranhytt på en RMG-kran